# Gaither Vocal Band
De Gaither Vocal Band is een Amerikaanse southern gospelband.

## Ontstaan
De band ontstond begin jaren 80 rond Bill Gaither en was van oorsprong, zoals gebruikelijk in de southern gospel, een vierstemmig gospelkwartet. In de loop der jaren werden de stemmen van tenor, lead, bariton, bas, door verscheidene zangers uit de gospelwereld ingevuld, waaronder Steve Green, Guy Penrod, David Phelps, Russ Taff en Mark Lowry. Gaither is het enige bandlid dat sinds de begintijd meezingt. De band trad aanvankelijk op onder de naam The New Gaither Vocal Band, vanaf 1984 als The Gaither Vocal Band. De band treedt geregeld op bij de Gaither Homecoming-concerten. Daarbij werkt zij samen met onder andere Ernie Haase & Signature Sound. 
De groep won in de loop der jaren meerdere Grammy Awards en Dove Awards. In 2012 werd ze opgenomen in de Gospel Music Hall of Fame.

## Samenstelling
| Periode      | Samenstelling |
| ------------ | --- |
| 1981 - 1982  | Steve Green (tenor), Gary McSpadden (leadzanger), Bill Gaither (bariton), Lee Young (bas)                                                                                             |
| 1982 - 1983  | Steve Green (tenor), Gary McSpadden (leadzanger), Bill Gaither (bariton), John Mohr (bas)                                                                                             |
| 1983 - 1984  | Larnelle Harris (tenor), Gary McSpadden (leadzanger), Bill Gaither (bariton), Jon Mohr (bas)                                                                                          |
| 1984 - 1987  | Larnelle Harris (tenor), Michael English (leadzanger), Gary McSpadden (bariton), Bill Gaither (bas)                                                                                   |
| 1987         | Lemuel Miller (tenor), Michael English (leadzanger), Gary McSpadden (bariton), Bill Gaither (bas)                                                                                     |
| 1987 - 1988  | Jim Murray (tenor), Michael English (leadzanger), Gary McSpadden (bariton), Bill Gaither (bas)                                                                                        |
| 1988 - 1992  | Jim Murray (tenor), Michael English (leadzanger), Mark Lowry (bariton), Bill Gaither (bas)                                                                                            |
| 1992 - 1994  | Terry Franklin (tenor), Michael English (leadzanger), Mark Lowry (bariton), Bill Gaither (bas)                                                                                        |
| 1994 - 1995  | Jonathan Pierce (tenor), Buddy Mullins (leadzanger), Mark Lowry (bariton), Bill Gaither (bas)                                                                                         |
| 1995 - 1997  | Jonathan Pierce (tenor), Guy Penrod (leadzanger), Mark Lowry (bariton), Bill Gaither (bas)                                                                                            |
| 1997 - 2001  | David Phelps (tenor), Guy Penrod (leadzanger), Mark Lowry (bariton), Bill Gaither (bas)                                                                                               |
| 2001 - 2004  | David Phelps (tenor), Guy Penrod (leadzanger), Russ Taff (bariton), Bill Gaither (bas)                                                                                                |
| 2004 - 2005  | David Phelps (tenor), Guy Penrod (leadzanger), Marshall Hall (bariton), Bill Gaither (bas)                                                                                            |
| 2005 - 2009  | Wes Hampton (tenor), Guy Penrod (leadzanger), Marshall Hall (bariton), Bill Gaither (bas) Gastbezetting: David Phelps (tenor), Mark Lowry (bariton), Reggie Smith, Jason Crabb (lead) |
| 2009 - 2014  | David Phelps (eerste tenor), Wes Hampton (tweede tenor), Michael English (leadzanger), Mark Lowry (bariton), Bill Gaither (bas)                                                       |
| 2014 - heden | David Phelps (eerste tenor), Wes Hampton (tweede tenor), Adam Crabb (leadzanger), Todd Suttles (bariton), Bill Gaither (bas)                                                          |

## Discografie
- The New Gaither Vocal Band (1981)
- Passin' the Faith Along (1982)
- A New Point of View (1984)
- One X-1 (1986)
- Wings (1988)
- A Few Good Men (1990)
- Homecoming (1991)
- Peace of the Rock (1993)
- Southern Classics (1993)
- Testify (1994)
- Southern Classics, Vol. II (1995)
- Lovin' God & Lovin' Each Other (1997)
- Still the Greatest Story Ever Told (1998)
- God is Good (1999)
- I Do Believe (2000)
- Everything Good (2002)
- A Capella (2003)
- The Best of the GVB (2004)
- Give It Away (2006)
- Together (2007), met Ernie Haase & Signature Sound
- Lovin’ Life (2008)
- Christmas Gaither Vocal Band Style (2008)
- Reunited (2009)
- Better Day (2010)
- Greatly Blessed (2010)
- I am a Promise (2011)
- Pure and Simple (2012)
- Hymns (2014)
- Sometimes it takes a mountain (2014)

## Prijzen

### Grammy Awards
- 1991 Best Southern Gospel, Country Gospel or Bluegrass Gospel voor Homecoming
- 2008 Best Southern, Country, Or Bluegrass Gospel voor Lovin' Life

### Dove Awards

#### Southern Gospel Album van het jaar
- 1992 Homecoming
- 1994 Southern Classics
- 1999 Still the Greatest Story Ever Told
- 2000 God Is Good
- 2001 I Do Believe
- 2007 Give It Away
- 2009 Lovin' Life
- 2010 Reunited
- 2011 Greatly Blessed

#### Southern Gospel Lied van het jaar
- 1993 "Satisfied"
- 1994 "I Bowed On My Knees"
- 1999 "I Believe in a Hill Called Mount Calvary"
- 2001 "God Is Good All The Time"
- 2002 "He's Watching Me"
- 2007 "Give It Away"
- 2011 "Better Day"